# Estadio de la Policía Real de Omán
El Estadio de la Policía Real de Omán (en árabe: ستاد الشرطة السلطانية العُمانية) es un estadio multiusos que se encuentra en Mascate (Omán). Se utiliza sobre todo para disputar partidos de fútbol. Tiene una capacidad de 15 000 personas.
En este estadio se disputaron todos los partidos de la Copa de Naciones del Golfo de 1984, y seis encuentros de la Copa de Naciones del Golfo de 2009.